# Aeroportul Horizontina
Aeroportul Horizontina (IATA: HRZ, ICAO: SSHZ) este un aeroport din Rio Grande do Sul, Brazilia ce deservește zona Horizontina. Aeroportul a fost tranzitat în 2007 de 486 de pasageri. A fost numit după Walter Bündchen⁠(d).
Situat la o altitudine de 310 m, aeroportul dispune de 1 pistă.

## Infrastructură

### Piste
Aeroportul dispune de o singură pistă. Pista 15/33 are suprafața de asfalt și dimensiunile 1.050 m × 18 m. 